# Blokverkaveling
Blokverkaveling (uit het Duits: Blockflur) is een begrip uit de historische geografie, de agrarische geschiedenis en de stedenbouw ter aanduiding van een bepaald type perceelsvorm.
Dit verkavelingstype kent twee subtypen:
- onregelmatige blokverkaveling. De onregelmatige vorm van de blokken ontstaat doordat men voor de begrenzing van de percelen natuurlijke scheidingen zoals kreken of moerassige laagten heeft gebruikt. De begrenzing van de kavels is daarom deels kronkelig van aard.
- regelmatige blokverkaveling. De basis hiervoor zijn kunstmatige scheidingen, waardoor grote regelmatig landblokken tot stand komen. De vorm van de kavels varieert van min of meer vierkant tot rechthoekig of trapeziumvormig.

In het Fries-Groningse zeekleigebied liggen streken met regelmatige en onregelmatige blokverkaveling vaak dicht bij elkaar. Dit werd veroorzaakt door de specifieke opbouw van het landschap bij de occupatie van het gebied tijdens de vroegste bewoningsperiode. De gebieden werden ontgonnen vanaf de oeverwallen. De wat lager gelegen wei- en hooilanden werden aanvankelijk (tot ongeveer de 11e eeuw) gemeenschappelijk geëxploiteerd. Afgrenzen van kavels was bovendien niet zinvol, omdat deze landerijen nog regelmatig onder water kwamen te staan. Geleidelijk aan maakte het gemeenschappelijke gebruik plaats voor individuele exploitatie. Voor de kavelgrenzen greep men eerst terug op de aanwezige kreken en laagten. Later, toen steeds meer gronden bedijkt werden, werd de verkaveling rationeler en dus regelmatiger van patroon.
Behalve in het Fries-Groningse zeekleigebied wordt blokverkaveling ook aangetroffen in de Zeeuwse en Hollandse zeekleigebieden en in oostelijke delen van het Gelderse rivierengebied.

## Essen, kampen enGewannfluren
Op de Nederlandse zandgronden vinden we blokverkaveling in de zogenaamde ‘blokvormig verkavelde open akkercomplexen’. Het betreft hier relatief grootschalige blokken, die in een kleinschalige stroken zijn onderverdeeld. De Engelse term is open field system. Onder de open akkercomplexen vallen bijvoorbeeld de Drentse kampen en essen: omheinde complexen vruchtbaar akkerland, omringd door minder vruchtbare weidegronden en hooilanden. Bij uitgestrekte akkercomplexen in vruchtbare regio's spreekt men daarentegen over een Gewannflur. Dergelijke Gewannfluren waren behalve in Centraal Europa, Noord-Frankrijk en Engeland vanouds ook in Zuid-Limburg te vinden.

## Raatakkers
Ook prehistorische akkers kenden een blokverkaveling. De zogenaamde raatakkers (ook wel Celtic fields) ontstonden in de pre-Romeinse ijzertijd (500 v. Chr – 150 n. Chr) door systematische ontginning. Er ontstonden kleine akkercomplexen met vierkante of rechthoekige kavels. De kavels werden door lage wallen van elkaar gescheiden. Deze wallen zijn 8-12 meter breed en tussen 30 en 100 cm hoog. De afzonderlijke veldjes meten ongeveer 30-50 meter in het vierkant. Men verklaart de regelmatige vormen uit het ontbreken van grote verschillen in bodemgesteldheid en waterhuishouding. Als de akkertjes uitgeput raakten, werden nieuwe aangelegd, waardoor uiteindelijk het gebied een schaakbordpatroon vertoonde.
In Nederland ligt bij Vaassen een omvangrijk prehistorisch akkercomplex van 76 ha. Verder treft men onder meer op de Holterberg en Lemelerberg in Overijssel en in Drenthe op het Balloërveld, het Noordse Veld en bij Hijken raatakkers aan.